# Società Italiana per il Traforo Autostradale del Frejus
Sitaf - Società Italiana per il Traforo Autostradale del Frejus SpA è una azienda italiana che opera nel settore della gestione in concessione di tratte autostradali.
È l'ente esercente concessionario dell'ANAS e dell'ASTM per l'Autostrada A32 e per il Traforo del Frejus (scadenze concessioni nel 2049), per un totale di 94 km che nel 2008 le hanno permesso di ottenere ricavi autostradali per 108 milioni.
È stata costituita il 29 ottobre 1960 a Torino.

## Dati societari
- Ragione sociale: Società Italiana per il Traforo Autostradale del Frejus - Sitaf S.p.A.
- Sede sociale: Frazione San Giuliano, 2 - 10059 Susa (To)
- Codice Fiscale e Partita Iva: 00513170019
- Presidente: Prof. Giovanni Quaglia
- Logo Sitaf (JPG), su tecnositaf.it.

## Principali Azionisti
- HPVDA S.p.A. (Gruppo ASTM): 66.943%
- Anas S.p.A: 31.746%
- ALTRI: 3.00%